# Somali (kattras)
Somali är en medelstor, semilånghårig kattras som utvecklats ur sin korthåriga syskonras abessiniern.

## Historia
Långhåriga katter hade fötts då och då inom abessinieraveln, där dessa katter inte var populära, eftersom abessinier ska ha kort päls. Under 1960-talet började de första uppfödarna att intressera sig för dessa långhåriga abessinier, och mot slutet av 1970-talet godkändes rasen i USA av CFA. År 1982 godkändes somali i Europa av FIFe och SVERAK. Namnet somali fick rasen för att markera släktskapet med abessiniern: landet Somalia ligger granne med Etiopien, förr kallat Abessinien.

## Utseende
Somali är en medelstor ras med en smidig men muskulös kropp och långa slanka ben. Somalins speciella kännetecken är att dess päls är tickad, det vill säga att varje hårstrå har ett till tio mörkt färgade "band", medan resten av hårstrået har en ljusare grundfärg. Somali är godkänd i fyra grundfärger, samt de relativt ovanliga silverfärgerna, sammanlagt 8 färger:
Grundfärgerna med EMS-koder:
Viltfärgad (SOM n), Svart tickning med rödbrun grundfärg 

Sorrel (SOM o), Rödaktig

Blå (SOM a), Gråblå tickning med beige grundfärg 

Fawn (SOM p), Beige 

Silverfärgerna med EMS-koder:
Svartsilver (viltsilver)(SOM ns) 

Sorrelsilver (SOM os) 

Blåsilver (SOM as) 

Fawnsilver (SOM ps)

Silverfärgerna har alla silvervitt som bottenfärg. Tickingen är sedan som hos motsvarande grundfärg.

## Temperament
Somali är en mycket lekfull och livlig kattras. Katterna vill ofta vara med husse och matte överallt och kräver mycket uppmärksamhet. Somali och abessinier har beskrivits som "en korsning mellan en apa och en nyårsraket". Vissa menar att somali är något lugnare än abessinier, medan andra inte säger sig märka någon skillnad.

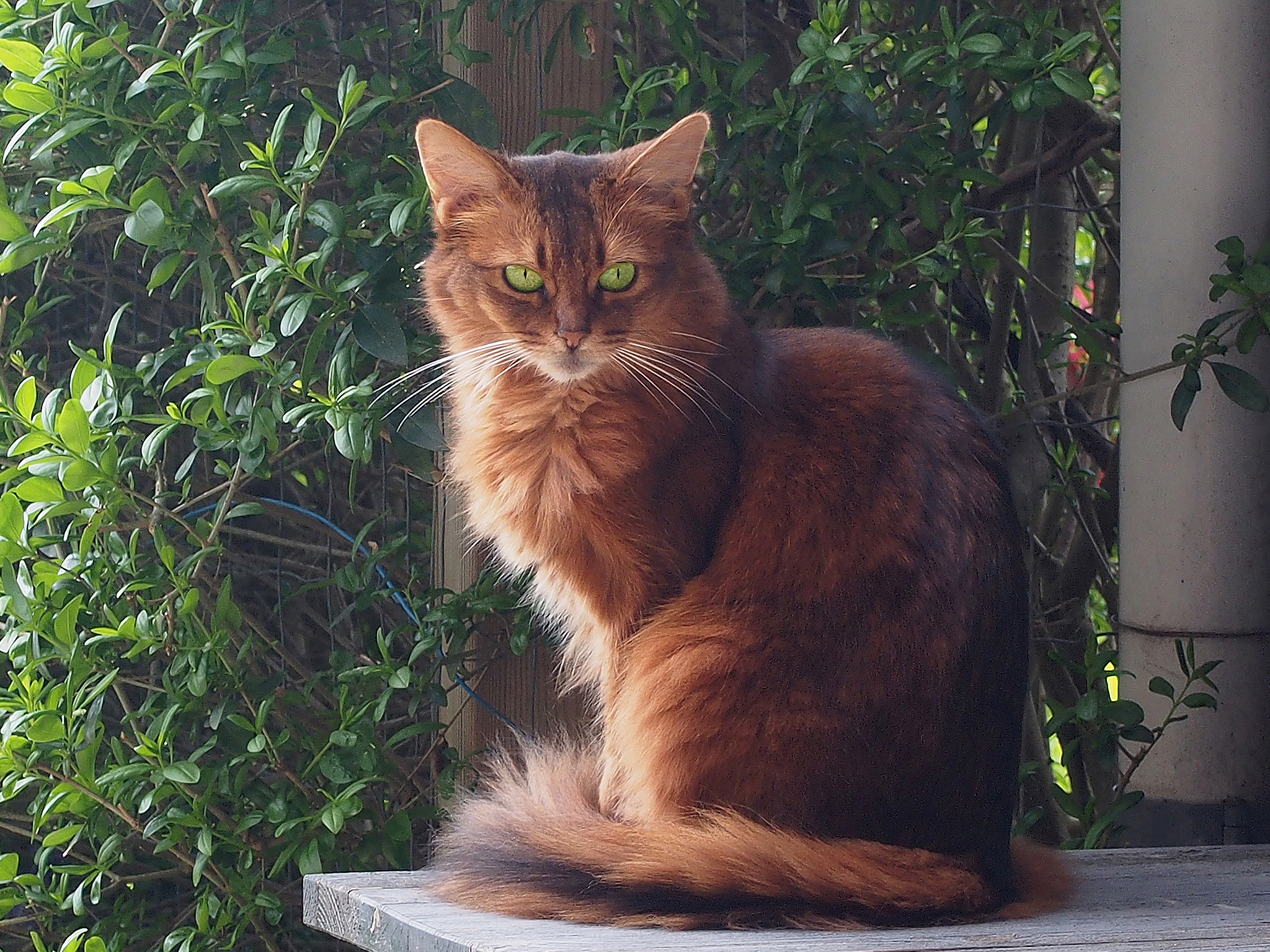
Viltfärgad Somali, hone